# Akhat Braguin
Akhat Khafizovitx Braguin (ucrainès: Ахать Хафізович Брагін, rus : Александр Хафизович Брагин, tàtar: Əхәт Хафиз улы Брагин), també conegut com a Aleksandr Sergueievitx Braguin, o Alik el Grec, va ser un empresari ucraïnès d'origen tàtar, Va ser un destacat cap del crim organitzat de la conca del Donbàs i president del FC Xakhtar Donetsk. Va morir assassinat l'any 1995.
Akhat Braguin va néixer el 1953 en el si d'una família tàrtara als afores de Stalino (actualment Donetsk), en l'aleshores RSS d'Ucraïna. Inicià les seves activitats al mercat d'Oktyabrsk, i fundà posteriorment l'empresa Lyuks . Amb la seva organització, es va relacionar amb les elits econòmiques i polítiques, i aconseguí imposar la seva hegemonia davant d'altres mafiosos rivals com Viatxeslav Frolov, Eduard Brahinsky, els germans Dolidze o Akop Akopian. Arribà a la presidència del FC Xakhtar Donetsk, fins que va morir en un atemptat amb explosius a l'estadi de futbol el 15 d'octubre de 1995. Les seves empreses, inclòs el club de futbol, passaren a mans de Rinat Akhmétov.